# Географія Гамбії
Гамбія — західноафриканська країна, що розташовується по обидва береги річки Гамбія . Загальна площа країни 11 295 км² (167-ме місце у світі), з яких на суходіл припадає 10 120 км², а на поверхню внутрішніх вод — 1180 км². За площею це найменша не острівна країна Африки. Площа країни дещо більша за площу Чернівецької області України. 

## Назва
Офіційна назва — Республіка Гамбія, Гамбія (англ. Republic The Gambia, The Gambia). Назва країни походить від назви однойменної річки, на берегах якої вона розташовується. Гідронім Галбія (порт. Galbia) вперше згадується під 1455-1456 роками, можливо спотворене місцеве слово на означення річки. Назва річки також може походити з порт. câmbio, що означає ринок, обмін, і вказує на жваву торгівлю, яку в минулому активно вела Португалія в цьому регіоні.

## Географічне положення

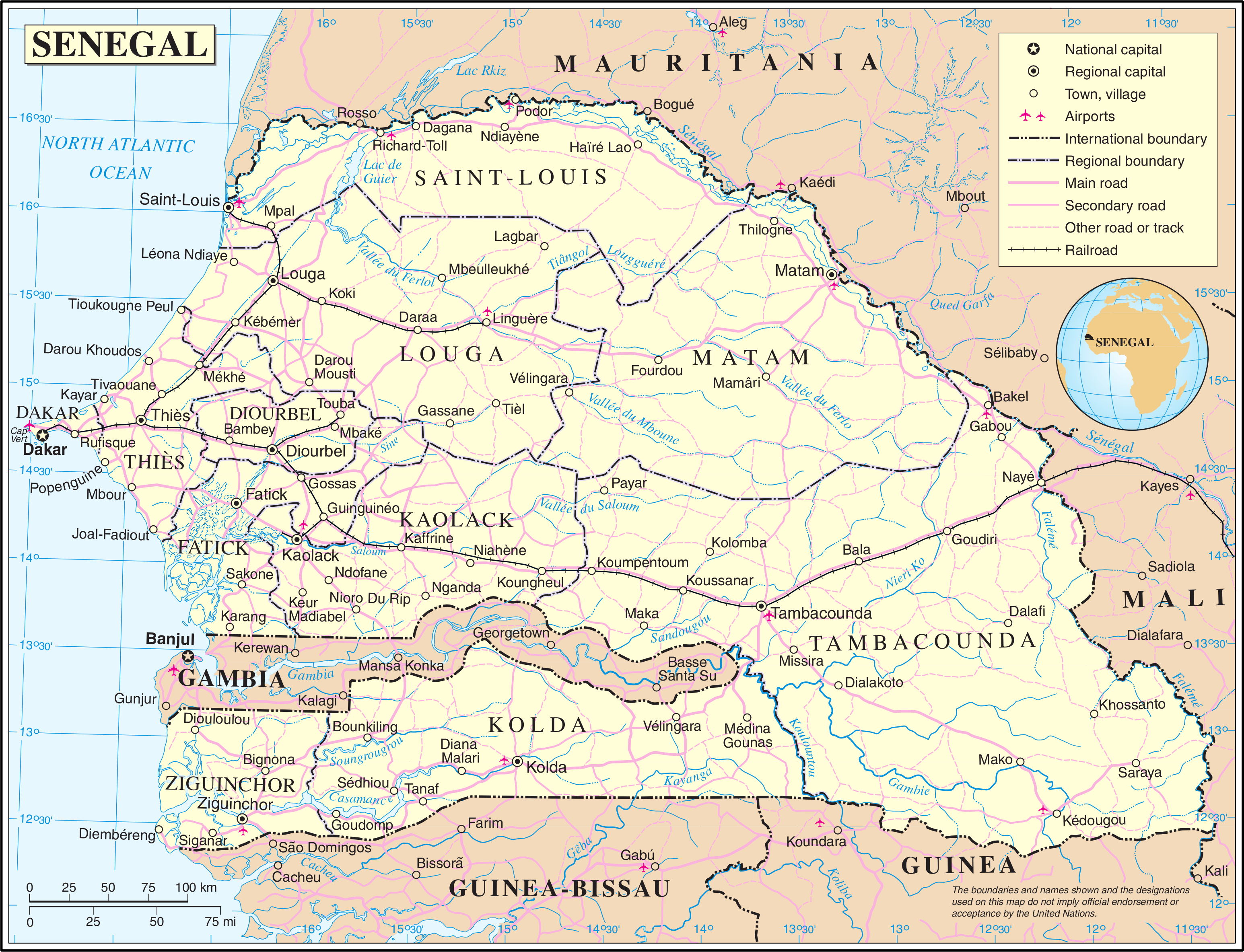
Карта Сенегалу і Гамбії від ООН

Гамбія — західноафриканська країна напіванклав, що межує лише з однією державою: на півночі, сході й півдні — із Сенегалом (спільний кордон — 749 км). Загальна довжина державного кордону — 749 км. Гамбія на заході омивається водами Атлантичного океану. Загальна довжина морського узбережжя 80 км.
Згідно з Конвенцією Організації Об'єднаних Націй з морського права (UNCLOS) 1982 року, протяжність територіальних вод країни встановлено в 12 морських миль (22,2 км). Прилегла зона, що примикає до територіальних вод, в якій держава може здійснювати контроль, необхідний для запобігання порушень митних, фіскальних, імміграційних або санітарних законів, простягається на 18 морських миль (33,3 км). Виключна рибальська зона встановлена на відстань 200 морських миль (370,4 км) від узбережжя. Континентальний шельф — не визначений.

### Час
Час у Гамбії: UTC0 (-2 години різниці часу з Києвом).

## Геологія

### Корисні копалини
Надра Гамбії багаті на ряд корисних копалин: каолін, силікатні піски, титанові руди (рутил, ільменіт), олово, циркон.

## Рельєф
Середні висоти — 34 м; найнижча точка — рівень вод Атлантичного океану (0 м); найвища точка — безіменна висота (53 м). Територія країни являє собою заплаву середньої і нижньої течії річки Гамбія по лівому та правому берегам. Кордони країни встановлені штучно на рівній відстані від фарватеру річки.

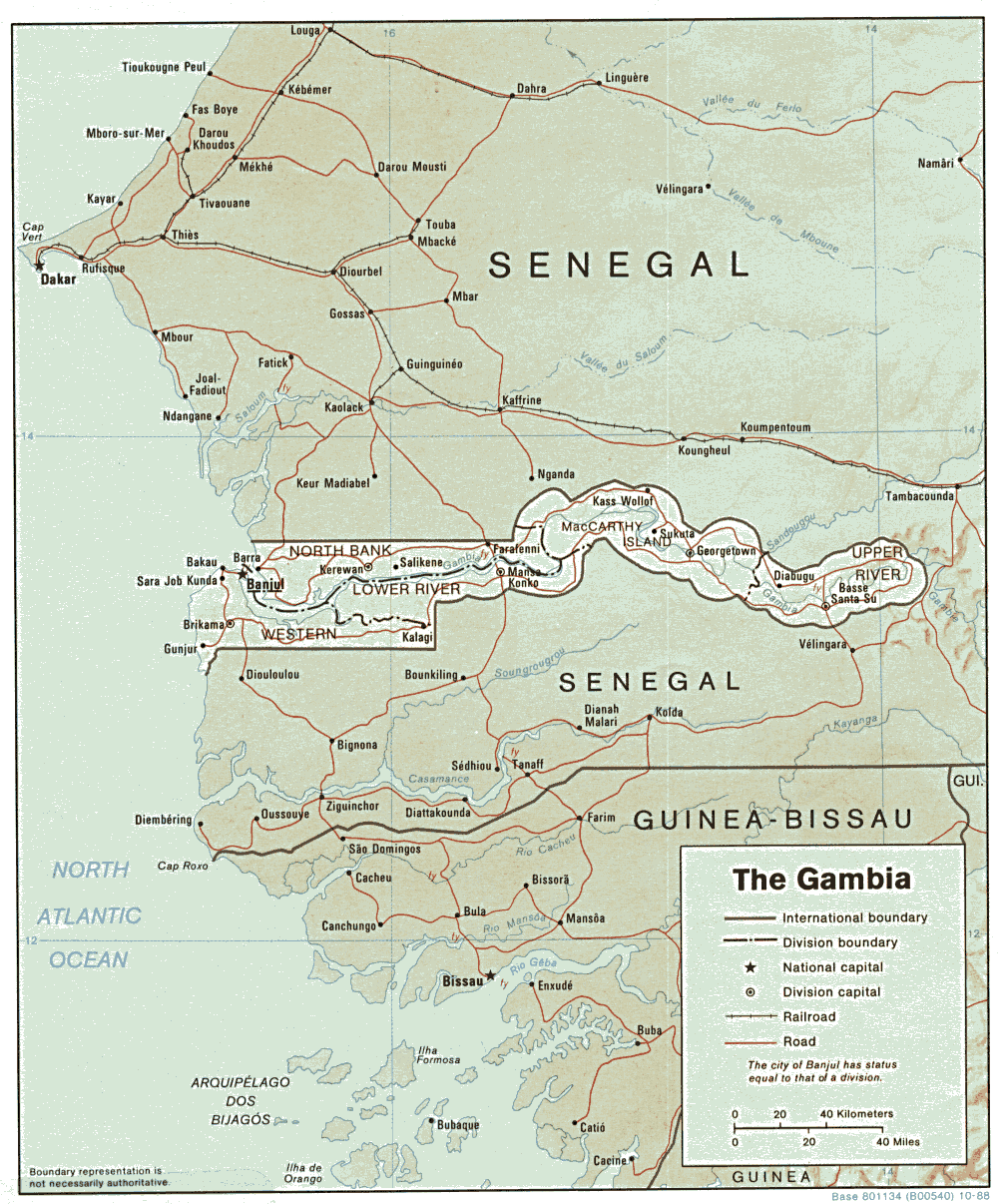
Рельєф Гамбії
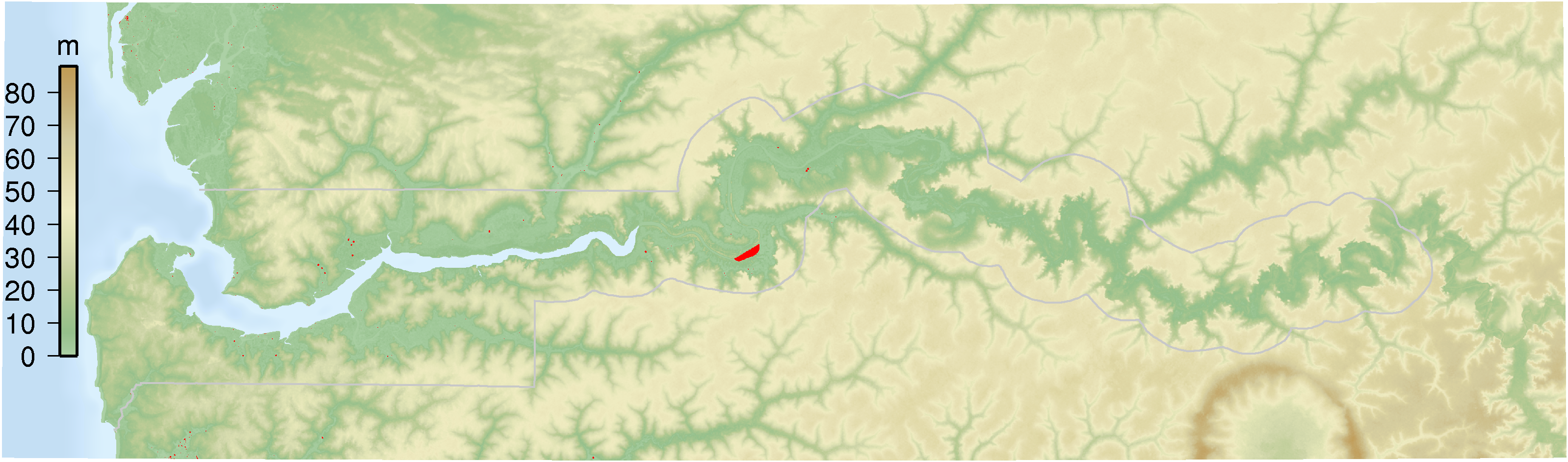
Гіпсометрична карта  Гамбії
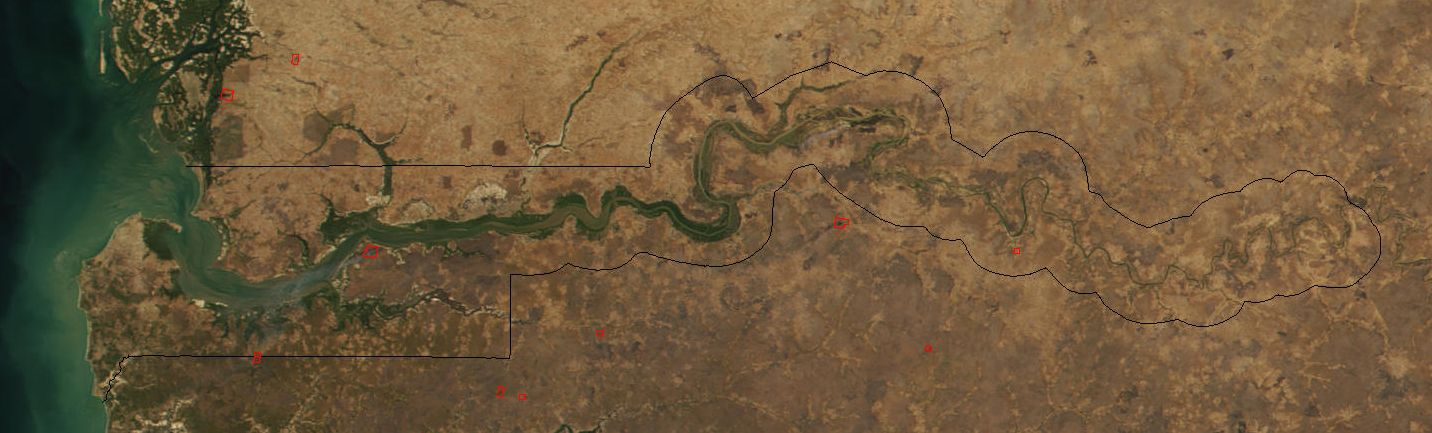
Супутниковий знімок поверхні країни

## Клімат
Територія Гамбії лежить у субекваторіальному кліматичному поясі. Влітку переважають екваторіальні повітряні маси, взимку — тропічні. Влітку вітри дмуть від, а взимку до екватора. Сезонні амплітуди температури повітря незначні, зимовий період не набагато прохолодніший за літній. Взимку відзначається сухий сезон.

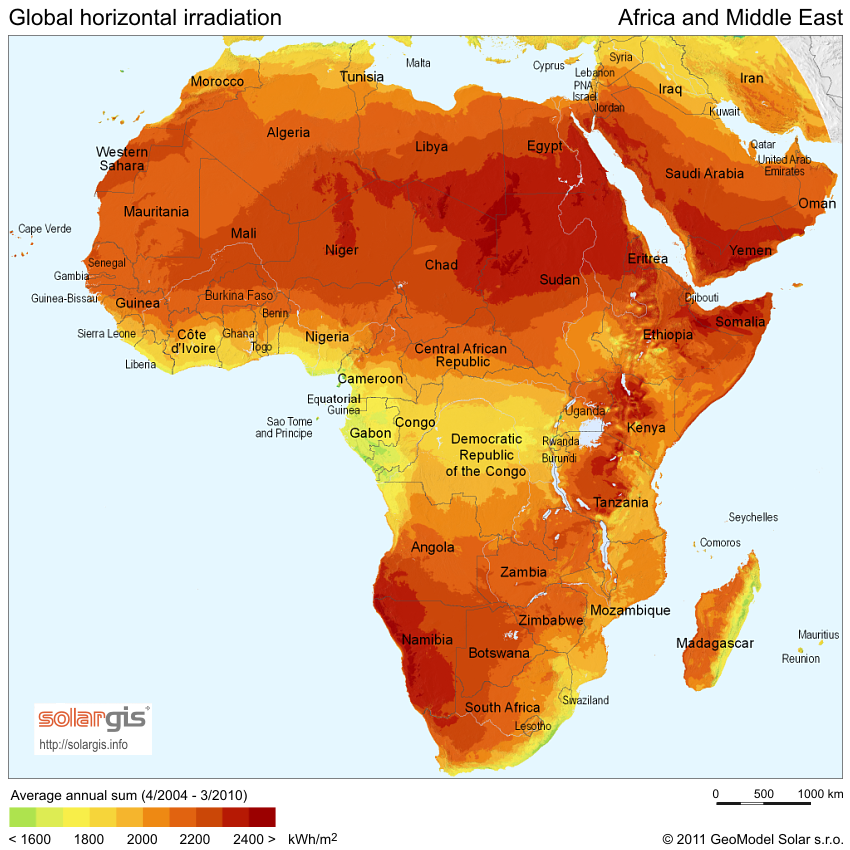
Сонячна радіація (англ.)

Гамбія є членом Всесвітньої метеорологічної організації (WMO), в країні ведуться систематичні спостереження за погодою.

## Внутрішні води
Загальні запаси відновлюваних водних ресурсів (ґрунтові і поверхневі прісні води) становлять 8 км³. Станом на 2012 рік в країні налічувалось 50 км² зрошуваних земель.

Гідрографічна мережа ГамбіїГідрографічна мережа Гамбії
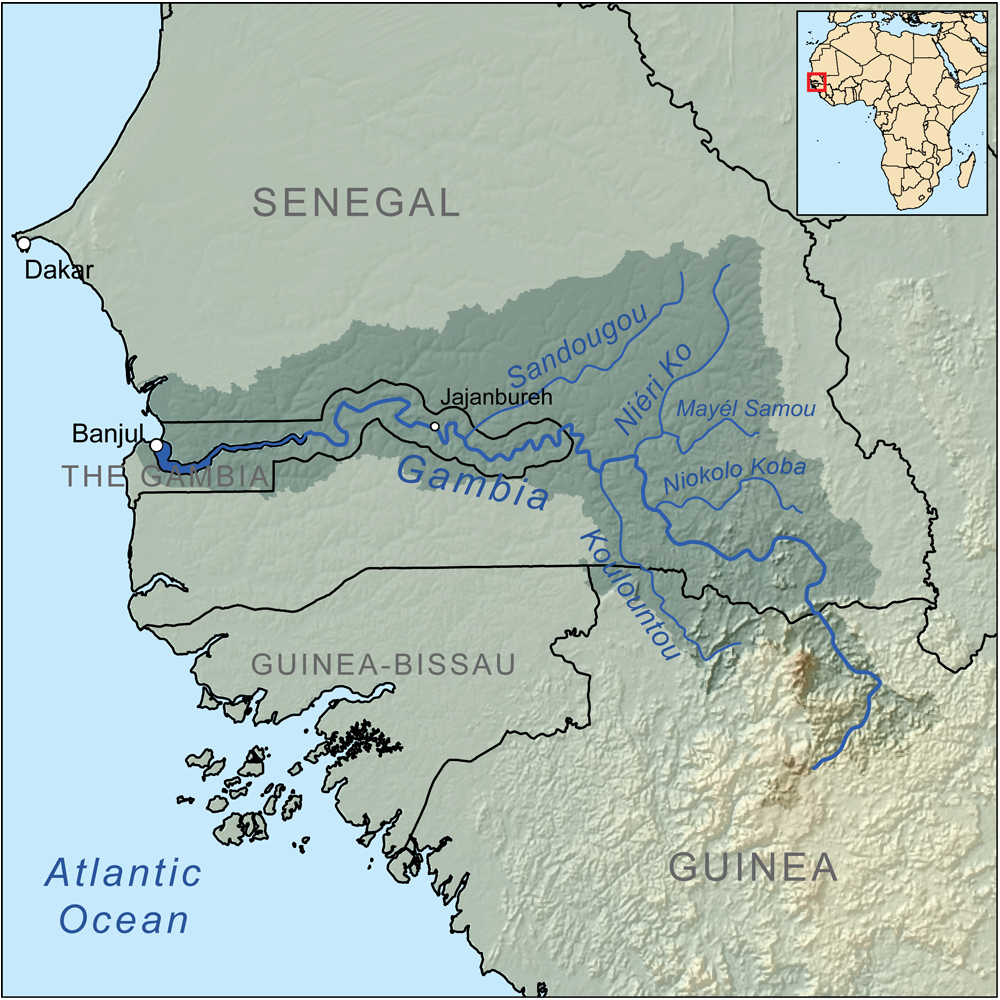
Сточище Гамбії
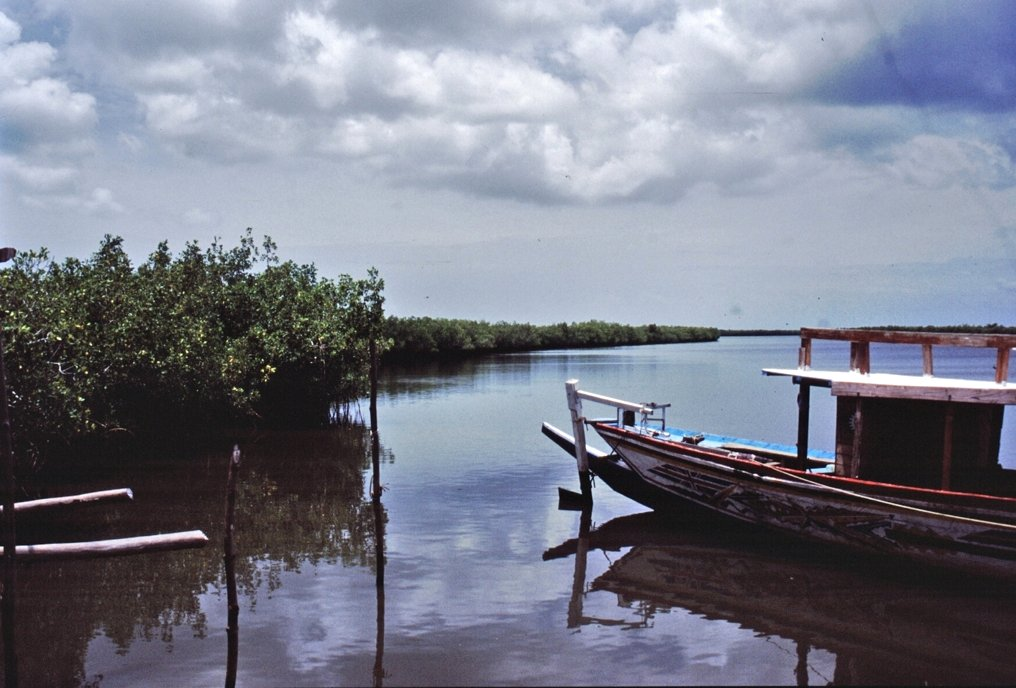
На річці Гамбія

### Річки
Головна річка країни, Гамбія з притоками, належить басейну Атлантичного океану.

## Рослинність
Земельні ресурси Гамбії (оцінка 2011 року):
- придатні для сільськогосподарського обробітку землі — 56,1 %,
  - орні землі — 41 %,
  - багаторічні насадження — 0,5 %,
  - землі, що постійно використовуються під пасовища — 14,6 %;
- землі, зайняті лісами і чагарниками — 43,9 %;
- інше — 0 %[1].

## Тваринний світ
Зоогеографічно територія країни належить до Східноафриканської підобласті Ефіопської області.

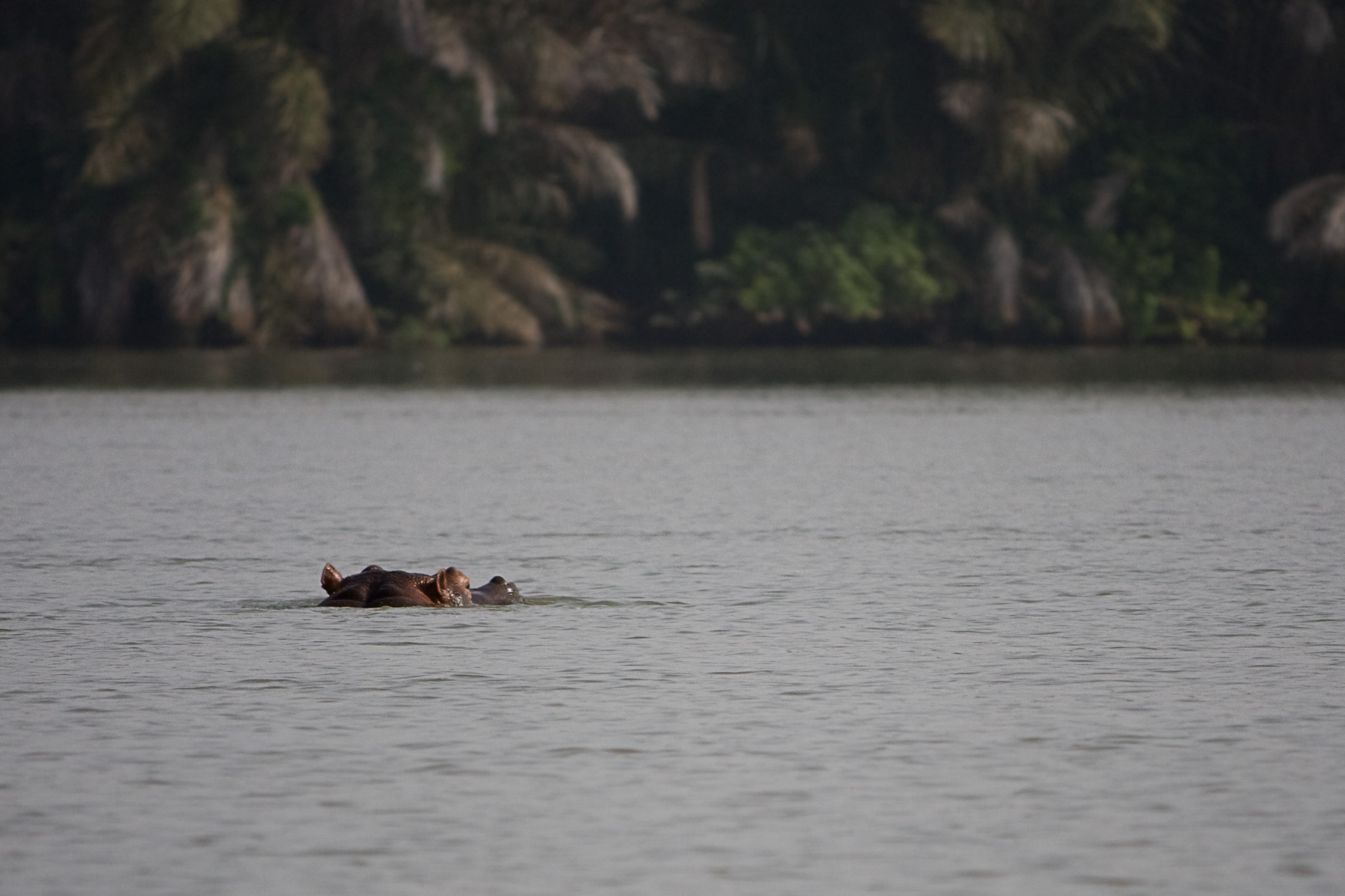
Річкові бегемоти
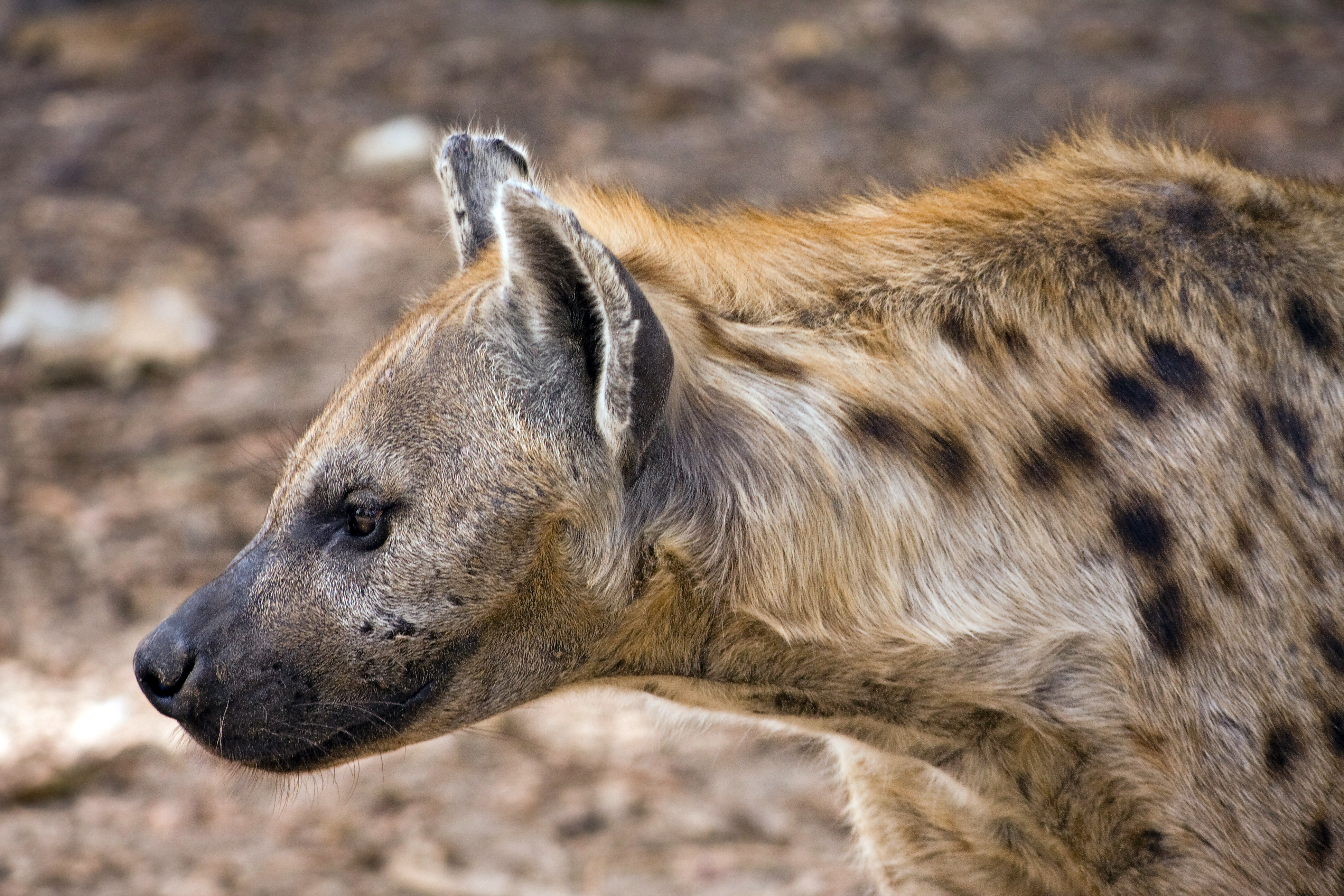
Плямиста гієна
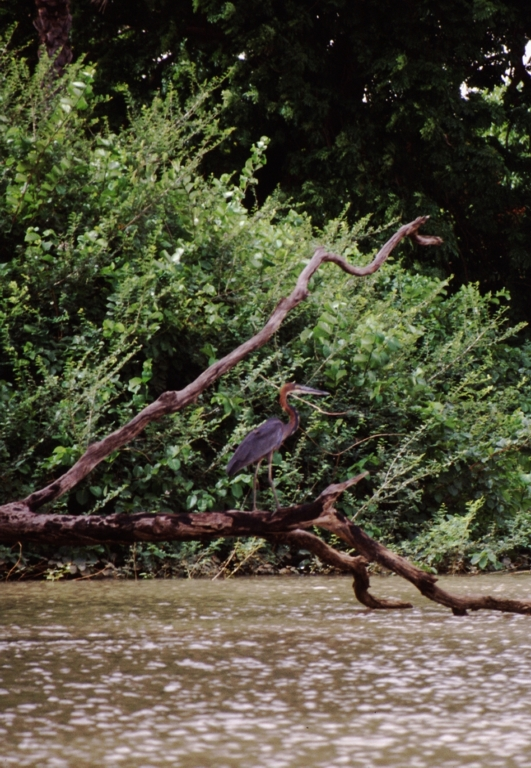
Чапля-голіаф

## Охорона природи
Гамбія є учасником ряду міжнародних угод з охорони довкілля:
- Конвенції про біологічне різноманіття (CBD),
- Рамкової конвенції ООН про зміну клімату (UNFCCC),
- Кіотського протоколу до Рамкової конвенції,
- Конвенція ООН про боротьбу з опустелюванням (UNCCD),
- Конвенції про міжнародну торгівлю видами дикої фауни і флори, що перебувають під загрозою зникнення (CITES),
- Базельської конвенції протидії транскордонному переміщенню небезпечних відходів,
- Конвенції з міжнародного морського права,
- Монреальського протоколу з охорони озонового шару,
- Міжнародної конвенції запобігання забрудненню з суден (MARPOL),
- Рамсарської конвенції із захисту водно-болотних угідь[12],
- Міжнародної конвенції з регулювання китобійного промислу[1].

## Стихійні лиха та екологічні проблеми
На території країни спостерігаються небезпечні природні явища і стихійні лиха: посухи (за останні 30 років кількість дощів скоротилась майже на третину).
Серед екологічних проблем варто відзначити:
- знеліснення;
- опустелювання;
- епідемічні спалахи інфекційних хвороб, пов'язаних з водним середовищем.

## Фізико-географічне районування
У фізико-географічному відношенні територію Гамбії можна розділити на 3 райони, що відрізняються один від одного рельєфом, кліматом, рослинним покривом:
- Верхня течія.
- Середня течія.
- Естуарій.

### Українською
- Атлас світу / голов. ред. І. С. Руденко ; зав. ред. В. В. Радченко ; відп. ред. О. В. Вакуленко. — К. : ДНВП «Картографія», 2005. — 336 с. — ISBN 9666315467.
- Атлас. 7 клас. Географія материків і океанів / Укладачі О. Я. Скуратович, Н. І. Чанцева. — К. : ДНВП «Картографія», 2014.
- Бєлозоров С. Т. Африка : фізико-географічний нарис. — вид. 2-ге, перероб. і доп. — К. : Радянська школа, 1957. — 232 с.
- Барановська О. В. Фізична географія материків і океанів : навч. посіб. для студентів ВНЗ : [у 2 ч.]. — Н. : Ніжинський державний університет ім. Миколи Гоголя, 2013. — 306 с. — ISBN 978-617-527-106-3.
- Гамбія // Гірничий енциклопедичний словник : [у 3-х тт.] / за ред. В. С. Білецького. — Д. : Східний видавничий дім, 2004. — Т. 3. — 752 с. — ISBN 966-7804-78-X.
- Костів Л. Я. Фізична географія материків і океанів. Африка : навч.-метод. посібник. — Л. : Видавничий центр ЛНУ імені Івана Франка, 2017. — 184 с. — ISBN 978-617-10-0374-3.
- Панасенко Б. Д. Фізична географія материків : навч. посіб. : в 2 ч. — В. : ЕкоБізнесЦентр, 1999. — 200 с.
- Юрківський В. М. Регіональна економічна і соціальна географія. Зарубіжні країни: Підручник. — 2-ге. — К. : Либідь, 2001. — 416 с. — ISBN 966-06-0092-5.

### Англійською
- (англ.) Graham Bateman. The Encyclopedia of World Geography. — Andromeda, 2002. — 288 с. — ISBN 1871869587.

### Російською
- (рос.) Авакян А. Б., Салтанкин В. П., Шарапов В. А. Водохранилища. — М. : Мысль, 1987. — 326 с. — (Природа мира)
- (рос.) Алисов Б. П., Берлин И. А., Михель В. М. Курс климатологии [в 3-х тт.] / под. ред. Е. С. Рубинштейна. — Л. : Гидрометиздат, 1954. — Т. 3. Климаты земного шара. — 320 с.
- (рос.) Апродов В. А. Зоны землетрясений. — М. : Мысль, 2010. — 462 с. — (Природа мира) — ISBN 978-5-244-01122-7.
- (рос.) Гамбия // Африка: энциклопедический справочник [в 2-х тт.] / гл. ред. А. А. Громыко. — М. : Советская энциклопедия, 1986. — 671 с.
- (рос.) Браун Л. Африка. — М. : Прогресс, 1976. — 288 с. — (Континенты, на которых мы живем)
- (рос.) Букштынов А. Д., Грошев Б. И., Крылов Г. В. Леса. — М. : Мысль, 1981. — 316 с. — (Природа мира)
- (рос.) Власова Т. В. Физическая география материков. С прилегающими частями океанов. Южная Америка, Африка, Австралия и Океания, Антарктида. — 4-е, перераб. — М. : Просвещение, 1986. — 269 с.
- (рос.) Гвоздецкий Н. А. Карст. — М. : Мысль, 1981. — 214 с. — (Природа мира)
- (рос.) Географический энциклопедический словарь: географические названия / под. ред. А. Ф. Трёшникова. — 2-е изд., доп. — М. : Советская энциклопедия, 1989. — 585 с. — ISBN 5-85270-057-6.
- (рос.) Исаченко А. Г., Шляпников А. А. Ландшафты. — М. : Мысль, 1989. — 504 с. — (Природа мира) — ISBN 5-244-00177-9.
- (рос.) Каплин П. А., Леонтьев О. К., Лукьянова С. А., Никифоров Л. Г. Берега. — М. : Мысль, 1991. — 480 с. — (Природа мира) — ISBN 5-244-00449-2.
- (рос.) Словарь современных географических названий / под общей редакцией акад. В. М. Котлякова. — Екатеринбург : У-Фактория, 2006.
- (рос.) Лобова Е. В., Хабаров А. В. Почвы. — М. : Мысль, 1983. — 304 с. — (Природа мира)
- (рос.) Максаковский В. П. Географическая картина мира. Книга I: Общая характеристика мира. — М. : Дрофа, 2008. — 495 с. — ISBN 978-5-358-05275-8.
- (рос.) Максаковский В. П. Географическая картина мира. Книга II: Региональная характеристика мира. — М. : Дрофа, 2009. — 480 с. — ISBN 978-5-358-06280-1.
- (рос.) Поспелов Е. М. Географические названия мира: Топонимический словарь. — М. : АСТ, 2005.
- (рос.) Гамбия // Страны Африки. Политико-экономический справочник / ред. В. Солодовников, В. Румянцев. — М. : Издательство политической литературы, 1969. — 318 с.
- (рос.) Физико-географический атлас мира. — М. : Академия наук СССР и Главное управление геодезии и картографии ГУГК СССР, 1964. — 298 с.
- (рос.) Энциклопедия стран мира / глав. ред. Н. А. Симония. — М. : НПО «Экономика» РАН, отделение общественных наук, 2004. — 1319 с. — ISBN 5-282-02318-0.